# ヒンドスタン航空機
ヒンドスタン航空機（ヒンドスタンこうくうき、英語: Hindustan Aeronautics Limited、略称HAL）は、インドのカルナータカ州ベンガルールを拠点とするアジア最大規模の航空機製造会社である。軍用機の開発、生産、空港の運用に供する航法、通信システムの供給を行い空港の運営も行う。
HALは南アジアにおいて初めて軍用機の製造を行った。徐々に力をつけ、現在ではジェットエンジンやヘリコプターの組み立ても行う。ナジク、コロワ、カンプー、ハイドラバード等にも拠点がある。ドイツの航空機技術者であるクルト・タンクを招聘してインド初のHF-24戦闘爆撃機を開発した。
HALはエアバスやスホーイ設計局やイスラエル・エアロスペース・インダストリーズやミコヤンやBAE、ダッソー、ドルニエ、インド宇宙研究機関等と長年にわたるつながりがある。

## 歴史

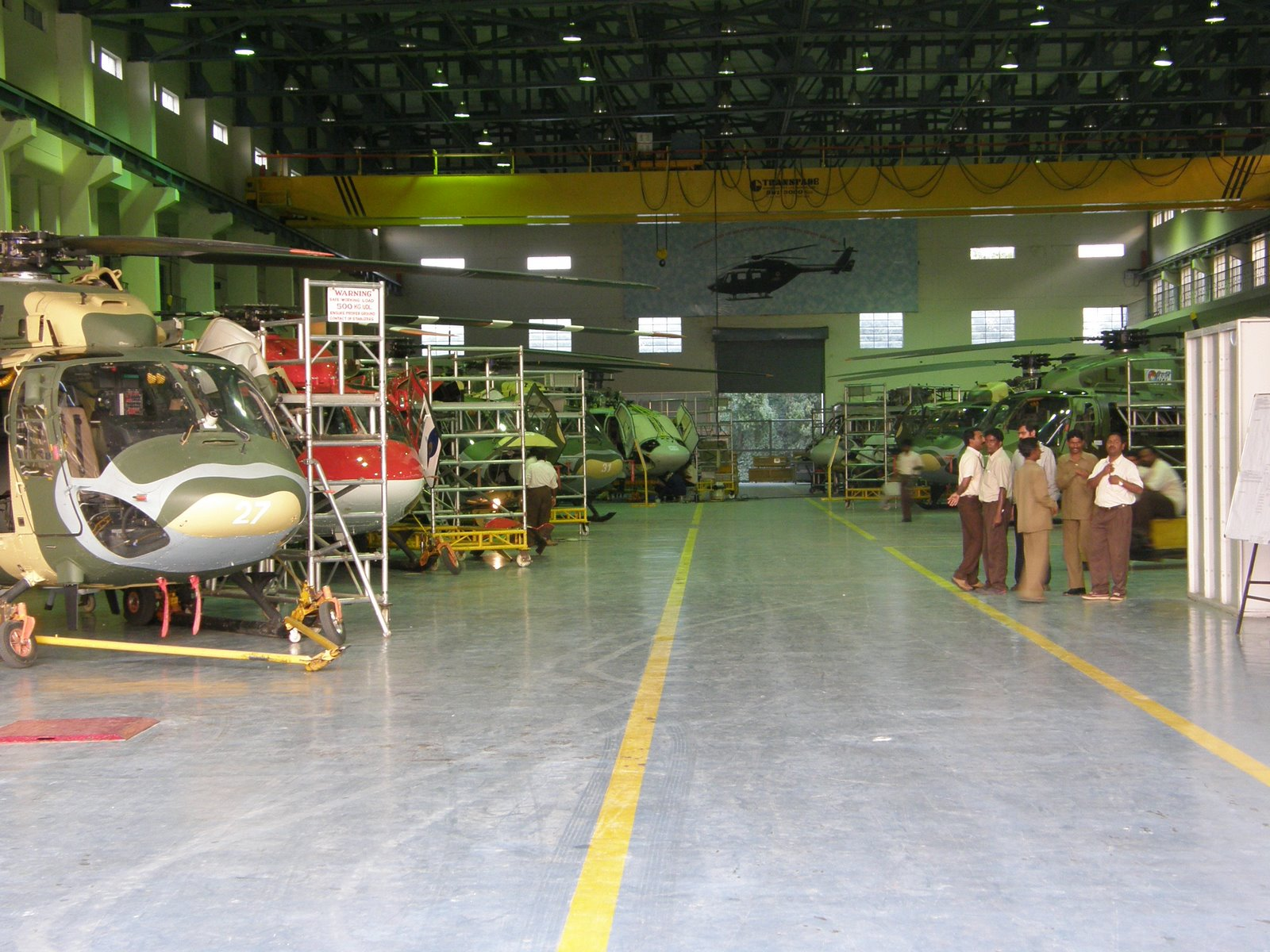
バンガロールでのドゥルーブの生産ライン

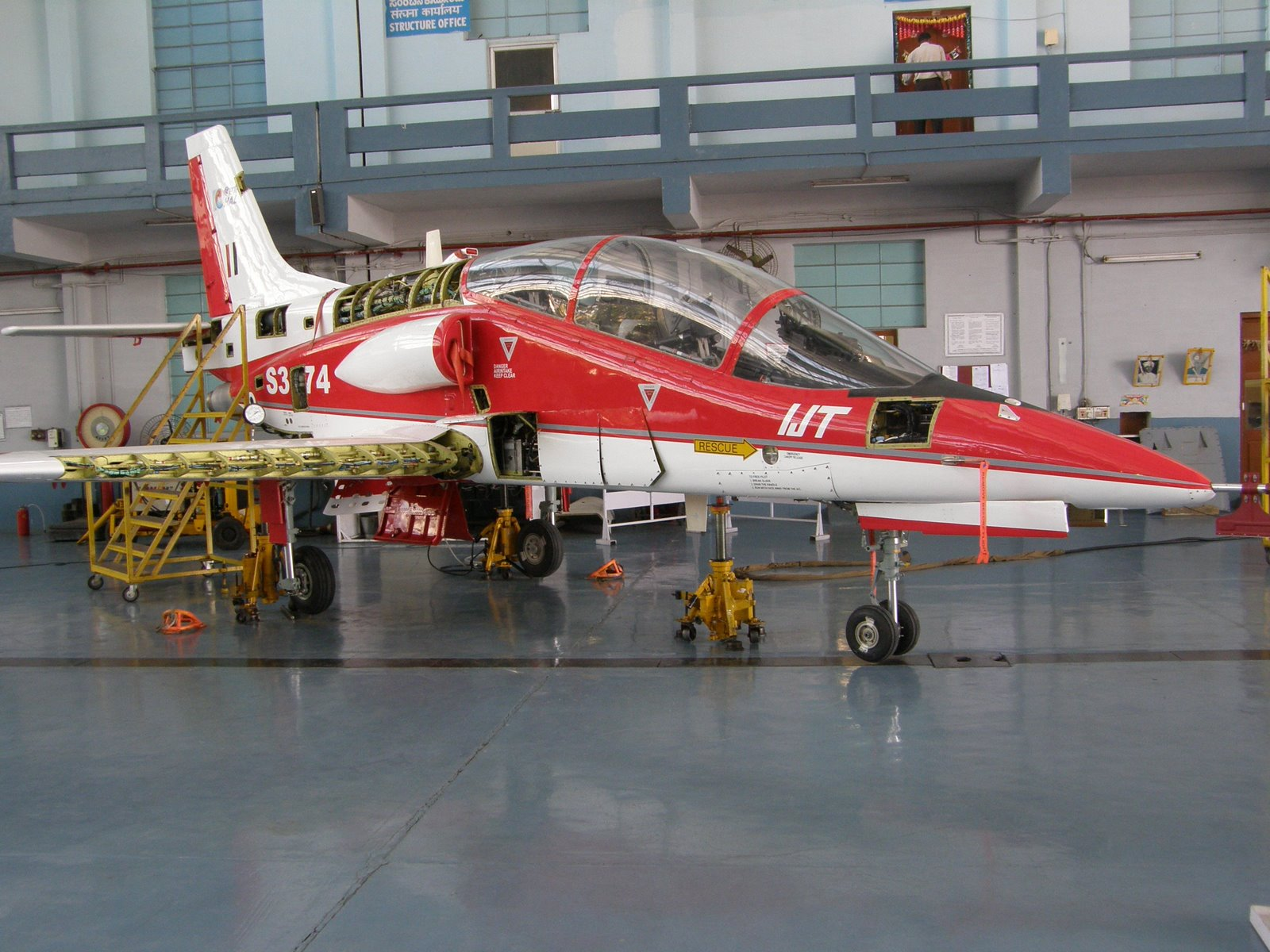
格納庫内のHJT-36試作機

ヒンドスタン・エアクラフト（Hindustan Aircraft）として1940年、Walchand Hirachandによって王立インド空軍に軍用機を供給するために設立された。
1941年4月、1/3の株をインド政府が買い取った。戦略上必要だったと信じられたからである。インド政府による決定は第二次世界大戦中に日本に対抗する為にイギリスの軍用品の生産を増やす動機となった。
1942年、4月2日に政府は国有化すると発表しWalchand Hirachand と関係者の所有する株式は放出された。
1943年、バンガロールの工場はアメリカ陸軍航空隊に接収されたがヒンドスタン航空機の運営はまだ使用されていた。工場は速やかに拡張されPBYカタリナをはじめあらゆる種類の航空機の主要な分解整備を引き受ける拠点となった。2年後、工場はインドに返還され、東洋において最大級の分解整備と修理の拠点となった。
1947年、独立後インド政府はHindustan Aeronautics Limited（HAL）に改名した。
1957年、同社はバンガロールの新工場でブリストル・シドレー オーフュースジェットエンジンのライセンス生産を始めた。
1964年10月1日、ヒンドスタン航空機リミテッドはKanpurの航空機生産部門と合併した。HALは新型のジェット戦闘機の開発能力を持たなかったのでインド空軍の機体の近代化を行った。
1980年代にテジャスやドゥルーブのような独自開発の航空機を生産する為にHALの運営は急速に拡大した。HALは改修で20年以上延命したMiG-21 Bisonとして知られる先進的なMiG-21を開発した。HALはいくつかの数百万ドルの費用をかけるエアバス、ボーイング、ハネウェルのような国際航空機開発を率いる企業に航空機部品や予備部品やエンジン部品を供給する。

## 運営
HALはアジア最大級の航空機会社で売り上げは20億ドルに達する。
- 140機+ Su-30MKI 3億2,000万ドルに達する。
- 159機 軽戦闘ヘリコプター（英語版） はインド空軍向けで5.83億ドル[2]
- 120基 RD-33Kターボジェットエンジン2億5,000万ドル[3]
- 64機 MiG-29US$9億6,000万ドル[4]
- ライセンス生産42機 BAe ホーク 132.[2]
- イリューシン/HAL多目的輸送機計画イリューシンと共同US$6億ドル[5]
- 無人ヘリコプター開発計画イスラエルのIAIと共同[6]
- エアバス向けの航空機部品製造US$1億5,000万ドル[7]
- 5,500万ドル 戦闘機訓練学校カナダのCAEと共同でバンガロールに設立[8]

## 自社開発

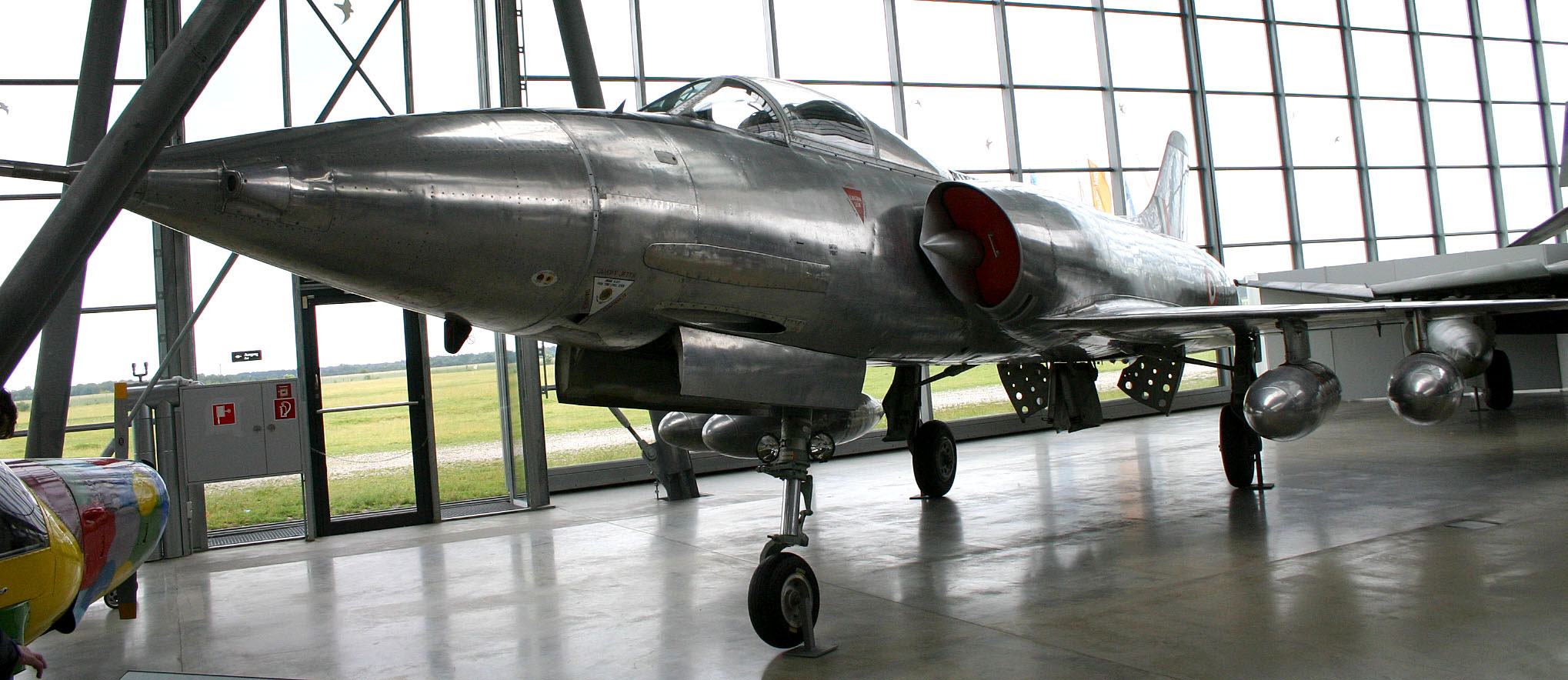
インド初の国産戦闘機であるHF-24 マルート

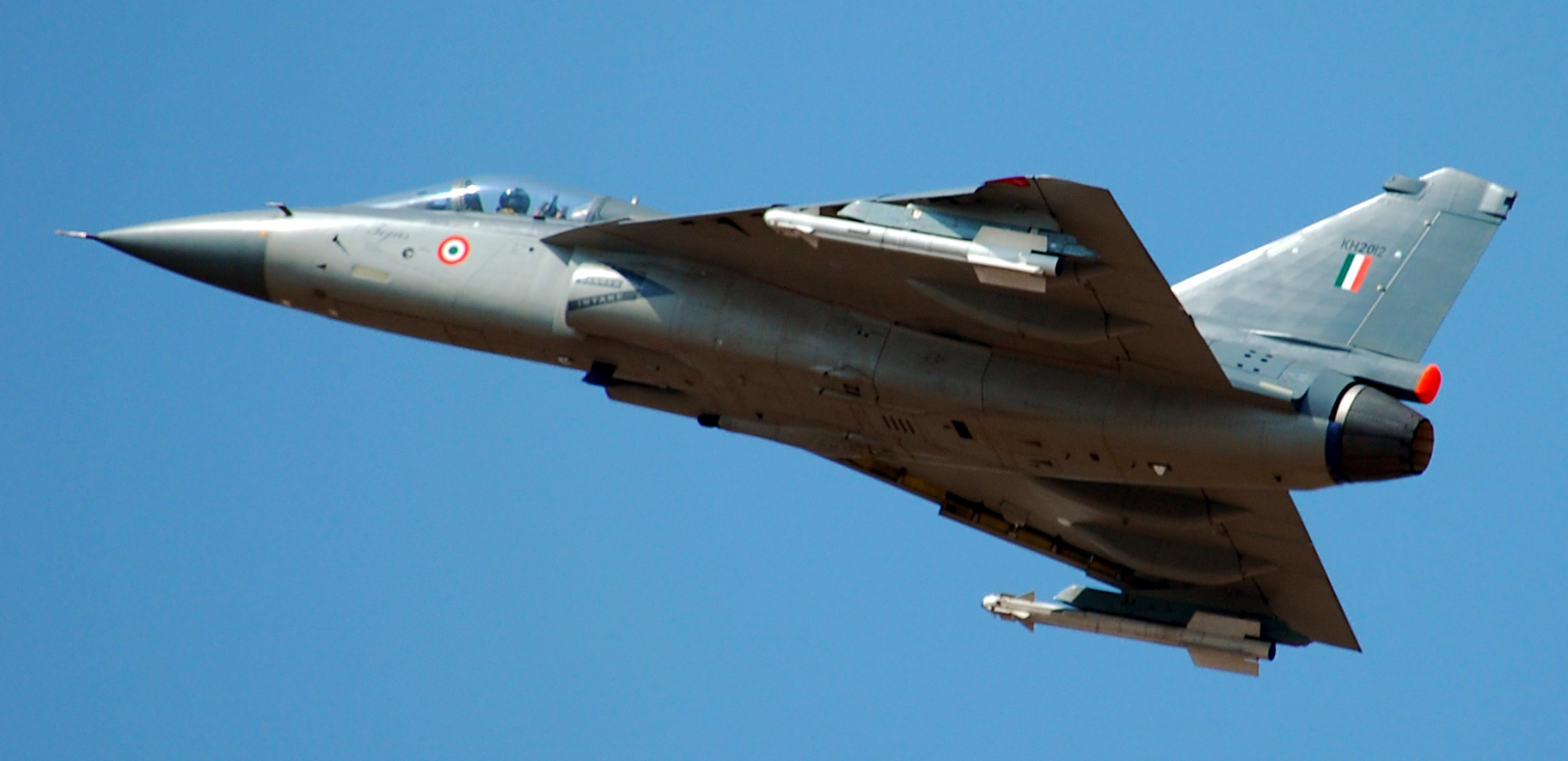
HAL テジャス

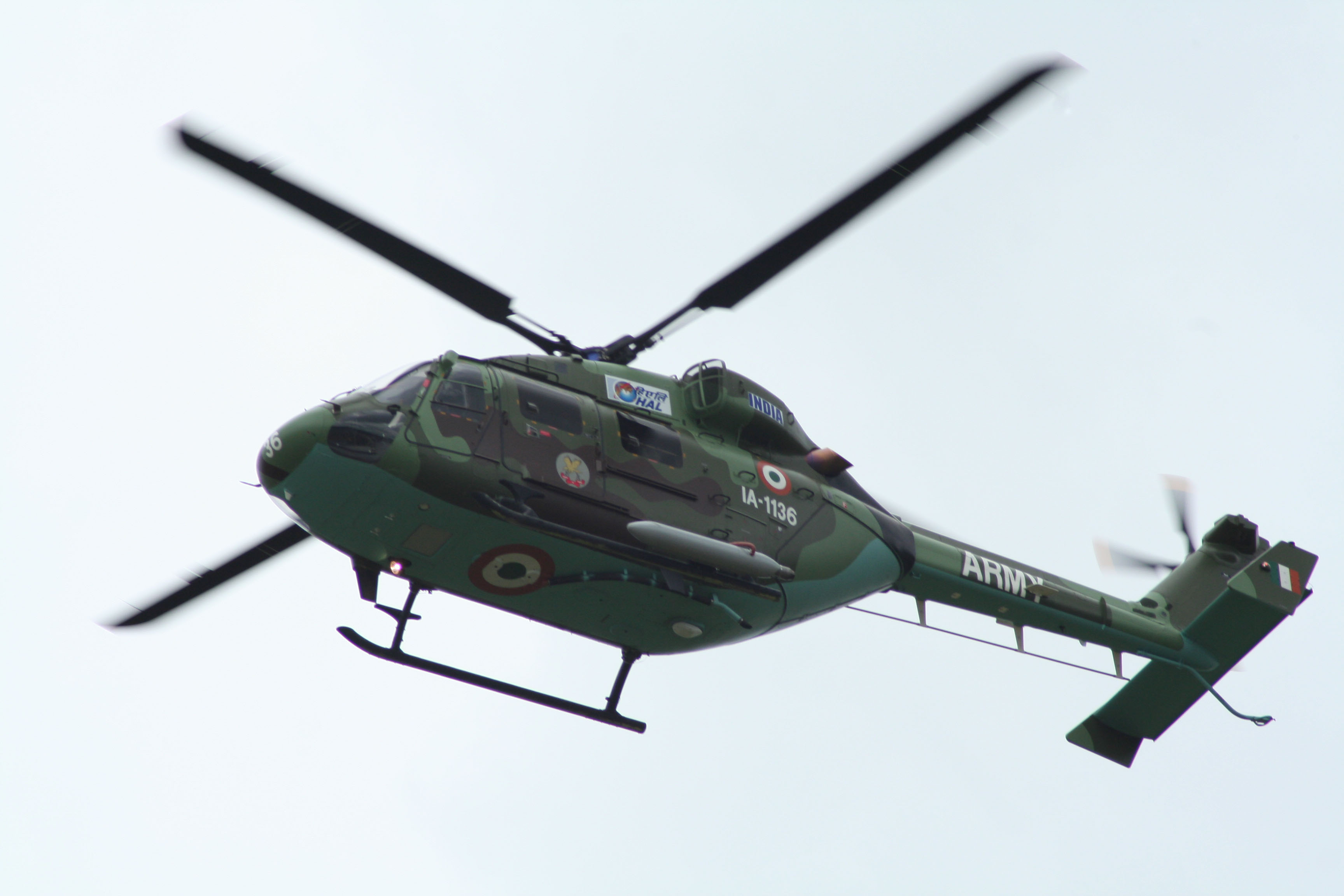
インド陸軍のHAL ドゥルーブ

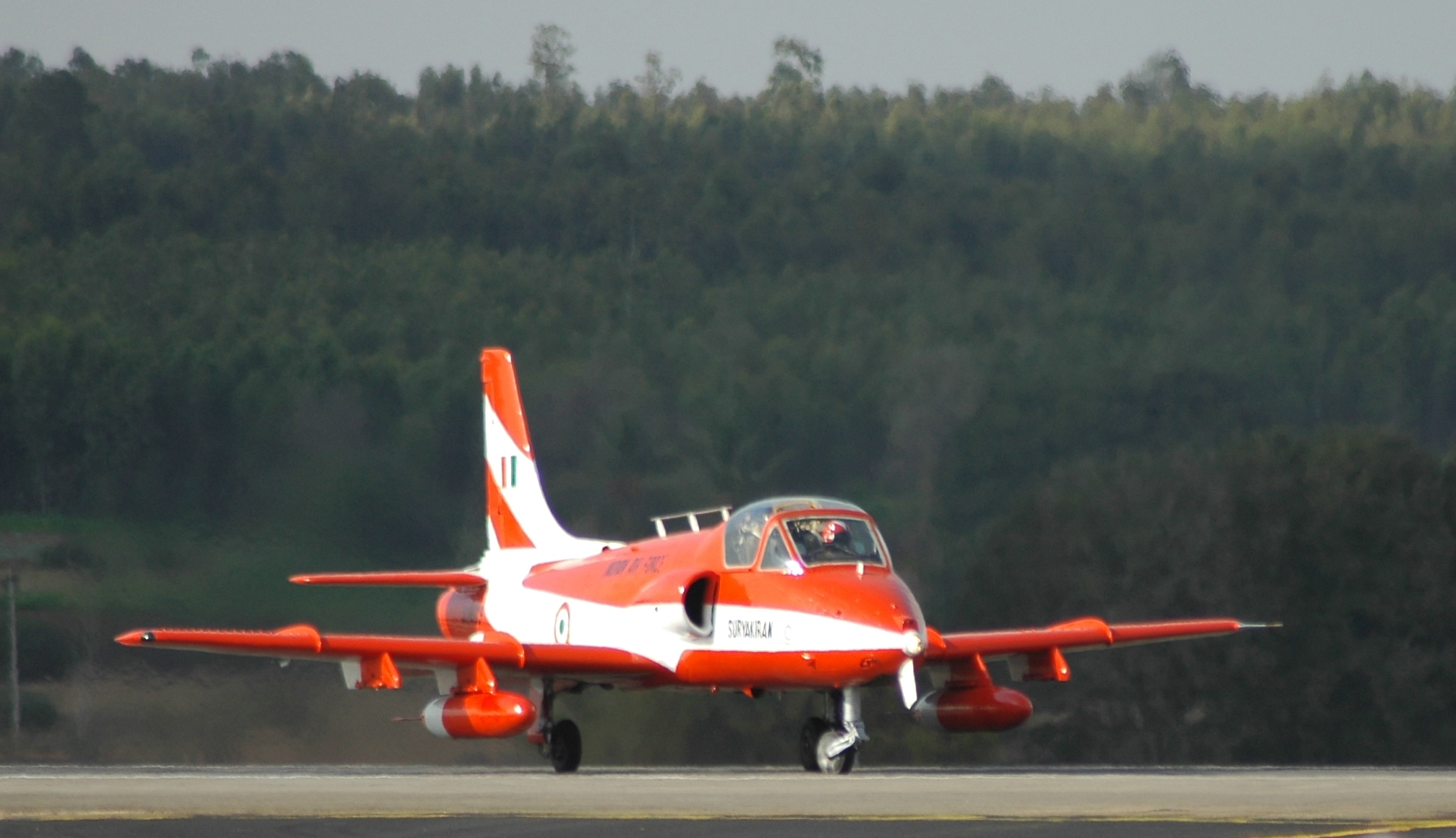
HAL キラン

### 軽練習機
- HT-2
- HPT-32
- HUL-26
- HAOP-27
- HA-31 バサント
- HAL キラン - Mk1, Mk1AとMk2
- HJT-36 シタラ - ジェット訓練機開発中

### 戦闘機
- HF-24 マルート - Mk1 と Mk1T
- テジャス - 軽戦闘機
- AMCA - ステルス迎撃機 (初期段階)
- FGFA - 第5世代ジェット戦闘機開発計画

### 輸送機
- サラス（英語版） - NAL（英語版）と共同開発
- UAC/HAL Il-214 (開発中)

### ヘリコプター
- ドゥルーブ - 先進型軽ヘリコプター
- ルドラ - 武装攻撃ヘリコプター
- プラチャンド - 軽戦闘ヘリコプター
- 中型ヘリコプター（英語版） (開発中止)
- 軽観測ヘリコプター（英語版） (開発中)

### 無人機
- Lakshya PTA（英語版） - 無人機
- ロストム 1（英語版） - 無人機

## ライセンス生産
- MiG-21 - FL,M,Bis,バイソン（アップグレード版）
- MiG-27 - M型
- SEPECAT ジャガー - IS,IB,IM 型
- HAL アジート - フォーランド ナットの改良型
- アエロスパシアル アルエット III - チェタックの名称で生産
- SA 315 ラマ - チーターの名称で生産。改良型にチータルがある
- Do 228
- HAL HS 748 アブロ
- Su-30MKI
- BAe ホーク

## ギャラリー

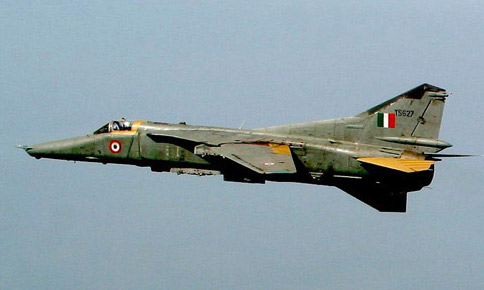
HALでライセンス生産されたMiG-27
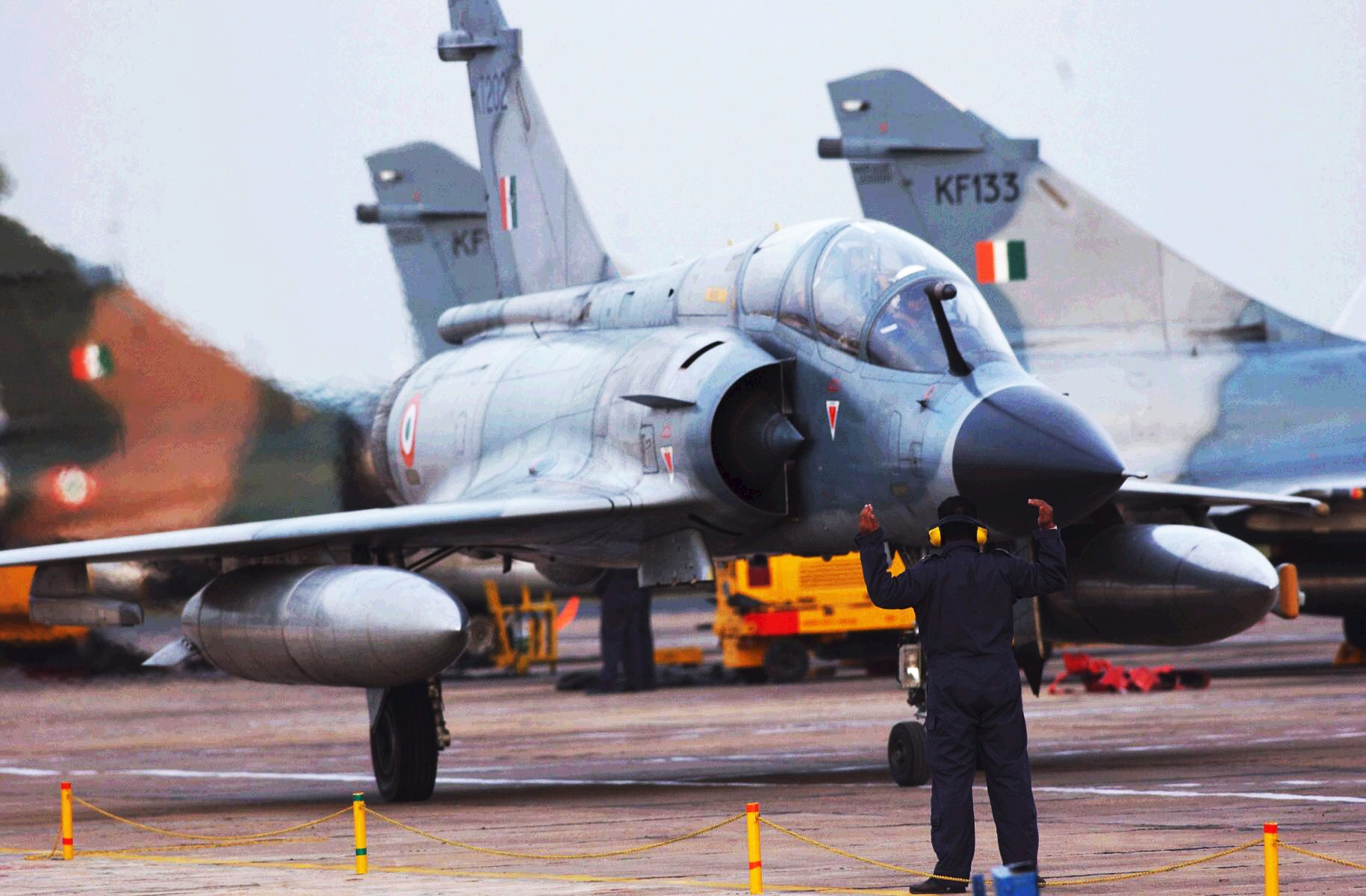
HALで分解整備されたミラージュ 2000
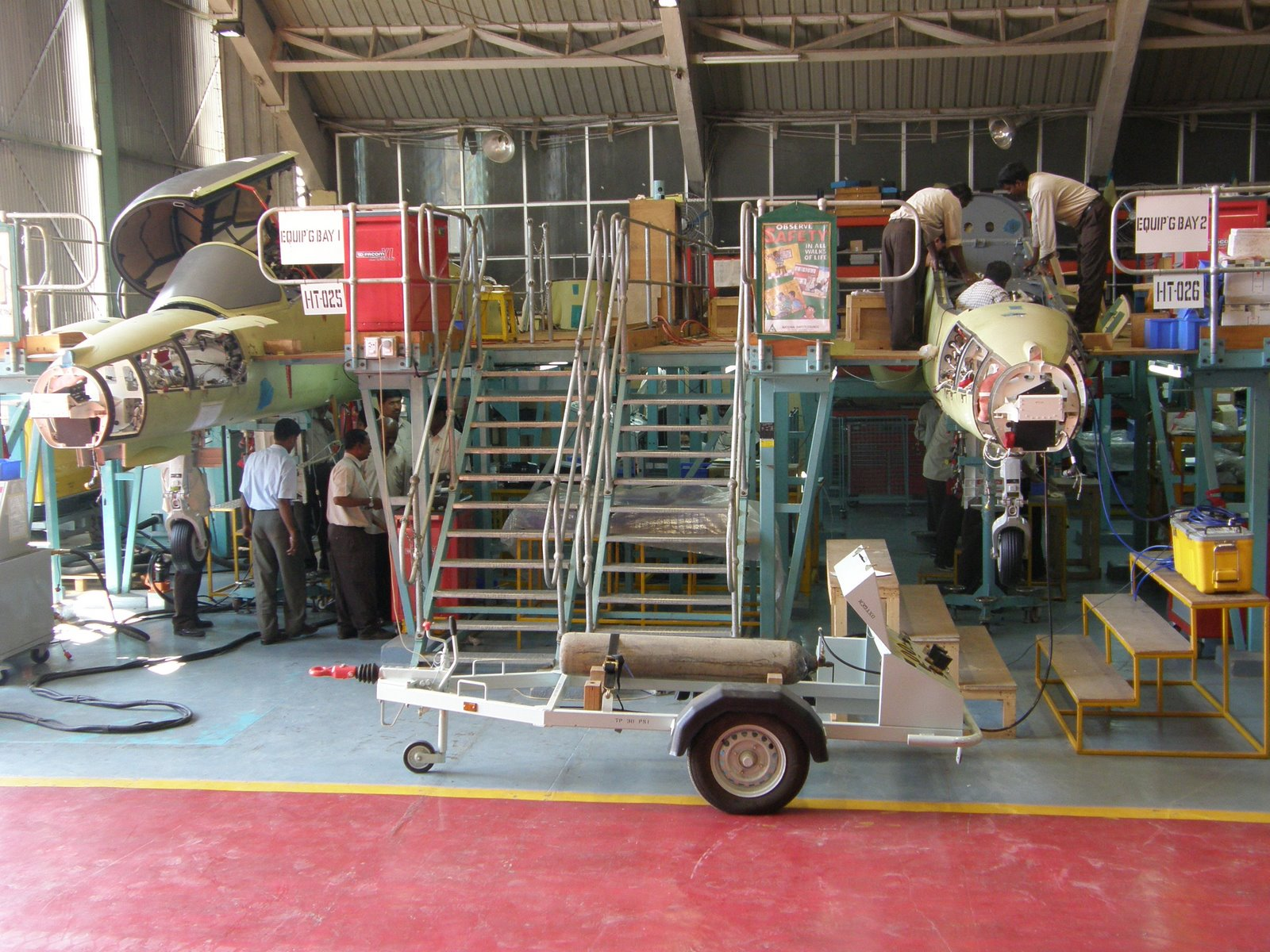
バンガロールのHALのホーク生産施設